# Georg Werner von der Schulenburg
Georg Werner von der Schulenburg (* 15. August 1690; † 15. August 1743 in Pillau) war ein preußischer Oberst und Chef des Garnisonsbataillons II. sowie Kommandant der Festung Pillau.

## Leben

### Herkunft
Seine Eltern waren der französische Leutnant Levin Johann von der Schulenburg (1665–1706) und dessen erste Ehefrau Emerenzia Hedwig von Schlabbrendorff († 1700) aus dem Haus Siethen.

### Militärkarriere
Er kam 1704 in preußische Dienste beim Infanterie-Regiment Nr. 3 (Anhalt). Er kämpfte im Spanischen Erbfolgekrieg und nahm an der Schlacht bei Oudenaarde sowie den Belagerungen von Menin, Gent und Bouchain teil. Im Jahr 1712 wurde er Seconde-Lieutenant. Wieder in Preußen, nahm er am Pommernfeldzug 1715/1716 teil und focht bei der Belagerung von Stralsund. Am 28. Dezember 1715 wurde er als Hauptmann in das neuerrichtete  Infanterie-Regiment Nr. 27 (Leopold Anhalt-Dessau) versetzt. Dort stieg er weiter bis zum Oberstleutnant auf. Im Jahr 1742 übernahm er als Oberst das Garnisonsregiment Nr. 2 (Natalis) und wurde Kommandant der Festung Pillau. Dort starb er bereits am 15. August 1743.

### Familie
Er war mit Eva Katharina von Schlabrendorff verheiratet. Von ihren 10 Kindern überlebte drei. Sein Sohn Leopold starb unverheiratet am 26. August 1777 als Major im Infanterie-Regiment Nr. 27 (Stojentin). Die Schwestern Luise Sophie (1735–1779) und Charlotte Amaline (1744–1779) starben ebenfalls unverheiratet.
Mit Leopold dem Sohn von Georg Werner starb dieser Zweig der Familie aus.